# Amicytheridea
Amicytheridea is een geslacht van uitgestorven kreeftachtigen uit de klasse van de Ostracoda (mosselkreeftjes).

## Soorten
- Amicytheridea dhrumaensis Depeche, 1987 †
- Amicytheridea dierallaensis (Basha, 1980) Depeche, 1987 †
- Amicytheridea ihopyensis (Grekoff, 1963) Bate, 1975 †
- Amicytheridea minima Mette, 1993 †
- Amicytheridea oblonga Depeche, 1987 †
- Amicytheridea triangulata Bate, 1975 †